# Episodi de I Pruitts
La prima e unica stagione della serie televisiva I Pruitts (The Pruitts of Southampton; dal 18º episodio The Phyllis Diller Show) è andata in onda negli Stati Uniti dal 6 settembre 1966 al 7 aprile 1967 sulla ABC.
| nº | Titolo originale             | Prima TV USA      | Titolo italiano | Prima TV Italia |
| -- | ---------------------------- | ----------------- | --------------- | --------------- |
| 1  | Phyllis Goes Broke           | 6 settembre 1966  |                 |                 |
| 2  | Phyllis, the Milkmaid        | 13 settembre 1966 |                 |                 |
| 3  | Phyllis Beats the Rap        | 20 settembre 1966 |                 |                 |
| 4  | Phyllis Takes a Letter       | 27 settembre 1966 |                 |                 |
| 5  | Phyllis, the Cookie Tycoon   | 4 ottobre 1966    |                 |                 |
| 6  | Phyllis Fires the Butler     | 11 ottobre 1966   |                 |                 |
| 7  | Phyllis Saves the Day        | 18 ottobre 1966   |                 |                 |
| 8  | Phyllis Goes Commercial      | 25 ottobre 1966   |                 |                 |
| 9  | Phyllis Entertains Royalty   | 1º novembre 1966  |                 |                 |
| 10 | Phyllis, the Upstairs Girl   | 15 novembre 1966  |                 |                 |
| 11 | Phyllis, the General Stealer | 22 novembre 1966  |                 |                 |
| 12 | Phyllis, the Dress Maker     | 29 novembre 1966  |                 |                 |
| 13 | Phyllis Goes Arty            | 6 dicembre 1966   |                 |                 |
| 14 | Santa Was a Lady             | 13 dicembre 1966  |                 |                 |
| 15 | The Hubcap Caper             | 20 dicembre 1966  |                 |                 |
| 16 | Phyllis, Queen of the Road   | 27 dicembre 1966  |                 |                 |
| 17 | My Brother Harvey            | 3 gennaio 1967    |                 |                 |
| 18 | Little Miss Fixit            | 13 gennaio 1967   |                 |                 |
| 19 | Learn to Be a Millionaire    | 20 gennaio 1967   |                 |                 |
| 20 | The Ghost of Pruitt Mansion  | 27 gennaio 1967   |                 |                 |
| 21 | Portrait of Krump            | 3 febbraio 1967   |                 |                 |
| 22 | How to Rob a Millionaire     | 10 febbraio 1967  |                 |                 |
| 23 | Nobody Here But Us Chickens  | 17 febbraio 1967  |                 |                 |
| 24 | Phyllis, the Bat Girl        | 24 febbraio 1967  |                 |                 |
| 25 | Marry a Million              | 3 marzo 1967      |                 |                 |
| 26 | Goddess of Love              | 10 marzo 1967     |                 |                 |
| 27 | My Sister-in-Law Phyllis     | 17 marzo 1967     |                 |                 |
| 28 | Krump, the Playboy           | 24 marzo 1967     |                 |                 |
| 29 | Phyllis, the Beauty Queen    | 31 marzo 1967     |                 |                 |
| 30 | The House Is Not a Zoo       | 7 aprile 1967     |                 |                 |

## Phyllis Goes Broke
- Prima televisiva: 6 settembre 1966
- Scritto da: Lawrence J. Cohen, Fred Freeman

### Trama
- Guest star: Richard Deacon (Baldwin), Pam Freeman (Steffi), John McGiver (generale)

## Phyllis, the Milkmaid
- Prima televisiva: 13 settembre 1966
- Scritto da: Roy Kammerman, Sid Mandel

### Trama
- Guest star: Hope Summers (Gigi), Harry Lauter (sceriffo), Pam Freeman (Steffi), Grady Sutton (Sturgis)

## Phyllis Beats the Rap
- Prima televisiva: 20 settembre 1966

### Trama
- Guest star: Charles Lane (Maxwell), Jonathan Hole (Henry), James Flavin (sergente), Grady Sutton (Sturgis)

## Phyllis Takes a Letter
- Prima televisiva: 27 settembre 1966

### Trama
- Guest star: Parley Baer (Derwin), Ann B. Davis (Mrs. Derwin)

## Phyllis, the Cookie Tycoon
- Prima televisiva: 4 ottobre 1966

### Trama
- Guest star: Grady Sutton (Sturgis), Hope Summers (Gigi), Gypsy Rose Lee (Regina), Lester Matthews (Butler), Robert Nichols (Barker), Frank Wilcox (Clark)

## Phyllis Fires the Butler
- Prima televisiva: 11 ottobre 1966

### Trama
- Guest star: Gypsy Rose Lee (Regina), Grady Sutton (Sturgis)

## Phyllis Saves the Day
- Prima televisiva: 18 ottobre 1966

### Trama
- Guest star:

## Phyllis Goes Commercial
- Prima televisiva: 25 ottobre 1966

### Trama
- Guest star: Tommy Farrell (Quigley), Gypsy Rose Lee (Regina), Hope Summers (Gigi)

## Phyllis Entertains Royalty
- Prima televisiva: 1º novembre 1966

### Trama
- Guest star: Richard Deacon (Baldwin), Arte Johnson (Ahmed)

## Phyllis, the Upstairs Girl
- Prima televisiva: 15 novembre 1966

### Trama
- Guest star: Helen Kleeb (Laura Hackett), Mary Wickes (Amelia Pembroke)

## Phyllis, the General Stealer
- Prima televisiva: 22 novembre 1966

### Trama
- Guest star: Elvia Allman (Valerie), Roger C. Carmel (Cannon)

## Phyllis, the Dress Maker
- Prima televisiva: 29 novembre 1966
- Scritto da: Howard Harris, Sydney Zelinka

### Trama
- Guest star: Pam Freeman (Steffi), Gypsy Rose Lee (Regina), Alberto Morin (Mr. Renee)

## Phyllis Goes Arty
- Prima televisiva: 6 dicembre 1966

### Trama
- Guest star: Gladys Holland (Mrs. Zippy), John Hoyt (Curator)

## Santa Was a Lady
- Prima televisiva: 13 dicembre 1966
- Scritto da: Lou Derman, Elon Packard

### Trama
- Guest star: Eleanor Audley (Mrs. Fenwick), Charles Lane (Maxwell)

## The Hubcap Caper
- Prima televisiva: 20 dicembre 1966
- Diretto da: Nat Perrin
- Scritto da: Elon Packard, Lou Derman

### Trama
- Guest star: Harvey Levine (Buck), Charles Lane (Maxwell), Billy Curtis (Augie), James Flavin (tenente Muldoon), Bo Hopkins (Chub), Arthur Walsh (Joey)

## Phyllis, Queen of the Road
- Prima televisiva: 27 dicembre 1966
- Diretto da: Hollingsworth Morse
- Scritto da: Lou Derman, Elon Packard

### Trama
- Guest star: Charles Lane (Maxwell), Barbara Morrison, Richard Deacon (Baldwin), Harry Hickox, William 'Billy' Benedict, Al Checco, Guy Raymond

## My Brother Harvey
- Prima televisiva: 3 gennaio 1967

### Trama
- Guest star: Paul Lynde (Harvey), Robert Sorrells (Abner), Mitzi Sutherland (Kate)

## Little Miss Fixit
- Prima televisiva: 13 gennaio 1967

### Trama
- Guest star: John Astin (Rudy Pruitt), Marty Ingels (Norman Krump)

## Learn to Be a Millionaire
- Prima televisiva: 20 gennaio 1967

### Trama
- Guest star: Bob Hope (sé stesso), Pam Freeman (Steffi), John Astin (Rudy Pruitt), Marty Ingels (Norman Krump)

## The Ghost of Pruitt Mansion
- Prima televisiva: 27 gennaio 1967

### Trama
- Guest star: Billy De Wolfe (Vernon Bradley), Marty Ingels (Norman Krump)

## Portrait of Krump
- Prima televisiva: 3 febbraio 1967

### Trama
- Guest star: Marty Ingels (Norman Krump), Billy De Wolfe (Vernon Bradley), Ted Cassidy (Maxie), Grady Sutton (Sturgis)

## How to Rob a Millionaire
- Prima televisiva: 10 febbraio 1967
- Diretto da: Nat Perrin
- Scritto da: Elon Packard, Lou Derman

### Trama
- Guest star: Karl Lucas (Wally), Charles Lane (Maxwell), Richard Deacon (Baldwin), Sid Melton (Murphy)

## Nobody Here But Us Chickens
- Prima televisiva: 17 febbraio 1967

### Trama
- Guest star: John Astin (Rudy Pruitt), Billy De Wolfe (Vernon Bradley)

## Phyllis, the Bat Girl
- Prima televisiva: 24 febbraio 1967

### Trama
- Guest star: Richard Deacon (Baldwin), Charles Lane (Maxwell), Buddy Lewis (Joe)

## Marry a Million
- Prima televisiva: 3 marzo 1967

### Trama
- Guest star: Randy Kirby (Ronnie), Pam Freeman (Steffi), John Astin (Rudy Pruitt), Billy De Wolfe (Vernon Bradley), Paul Reed (John)

## Goddess of Love
- Prima televisiva: 10 marzo 1967

### Trama
- Guest star: Marc London (Karl), Marty Ingels (Norman Krump), Billy De Wolfe (Vernon Bradley), Kipp Hamilton (Greta), Del Moore (McConnell)

## My Sister-in-Law Phyllis
- Prima televisiva: 17 marzo 1967
- Diretto da: Ralph Levy
- Soggetto di: Joseph C. Cavella, Carol Cavella

### Trama
- Guest star: Pam Freeman (Stephanie), Grady Sutton (Sturgis), John Astin (Rudy Pruitt), Richard Deacon (Mr. Baldwin), Barry Kelley (Mr. Clark)

## Krump, the Playboy
- Prima televisiva: 24 marzo 1967

### Trama
- Guest star: Connie Hines (Nancy), Pam Freeman (Steffi), Parley Baer (Morgan), Marty Ingels (Norman Krump)

## Phyllis, the Beauty Queen
- Prima televisiva: 31 marzo 1967

### Trama
- Guest star: Marty Ingels (Norman Krump), Alice Nunn (Mrs. Hill), Grady Sutton (Sturgis)

## The House Is Not a Zoo
- Prima televisiva: 7 aprile 1967

### Trama
- Guest star: Barbara Morrison (Mrs. Stuyvesant), Louis Nye (Bertie)